# Linda Hamilton
Linda Carroll Hamilton (* 26. září 1956) je americká herečka.
Narodila se v Salisbury v Marylandu, dva roky studovala na Washington College v Chestertownu a poté se usadila v New Yorku a studovala herectví. Debutovala v roce 1979 ve filmu Night-Flowers, v letech 1980 až 1981 hrála v seriálu Secrets of Midland Heights. V roce 1984 hrála v hororu Kukuřičné děti podle povídky Stephena Kinga, a také v prvním Terminátorovi. Později hrála ještě ve dvou pokračováních, Terminátor 2: Den zúčtování (1991) a Terminátor: Temný osud (2019). Dále hrála například ve filmech Cesta Černého měsíce (1986), Němý svědek (1994) a Rozpoutané peklo (1997). V seriálu Chuck ztvárnila postavu Mary Elizabeth Bartowski (2010–2012). V menší míře rovněž hrála v divadle.
Třikrát byla nominována na Zlatý glóbus, je držitelkou cen Saturn, MTV a Satellite. V letech 1982 až 1989 byl jejím manželem herec Bruce Abbott, s nímž měla syna (1989). Po vzniku druhého filmu o Terminátorovi začala chodit s jeho režisérem Jamesem Cameronem, s nímž má dceru (1993). V letech 1997 až 1999 byli manželé.